# Matthieu Bailet
Matthieu Bailet (ur. 23 kwietnia 1996 w Nicei) – francuski narciarz alpejski, złoty medalista mistrzostw świata juniorów.

## Kariera
Po raz pierwszy na arenie międzynarodowej Bailet pojawił się 28 listopada 2011 roku w Tignes, gdzie w zawodach juniorskich nie ukończył drugiego przejazdu w gigancie. W 2015 roku wystartował na mistrzostwach świata juniorów w Hafjell, gdzie jego najlepszym wynikiem było 23. miejsce w zjeździe. Na rozgrywanych rok później mistrzostwach świata juniorów w Soczi zdobył złoty medal w supergigancie. W zawodach Pucharu Świata zadebiutował 17 marca 2016 roku w Sankt Moritz, gdzie nie ukończył supergiganta. Pierwsze pucharowe punkty wywalczył 2 grudnia 2016 roku w Val d’Isère, zajmując 21. miejsce w tej samej konkurencji. Na podium zawodów tego cyklu pierwszy raz stanął 7 marca 2021 roku w Saalbach-Hinterglemm, kończąc supergiganta na drugiej pozycji. Rozdzielił tam Marco Odermatta ze Szwajcarii i Austriaka Vincenta Kriechmayra.
W lutym 2021 roku wystąpił na mistrzostwach świata w Cortina d’Ampezzo, gdzie zajął siódme miejsce w supergigancie i 25. miejsce w zjeździe.

## Osiągnięcia

### Igrzyska olimpijskie
| Miejsce | Dzień    | Rok  | Miejscowość | Konkurencja | Czas biegu | Strata | Zwycięzca      |
| ------- | -------- | ---- | ----------- | ----------- | ---------- | ------ | -------------- |
| 27.     | 7 lutego | 2022 | Pekin       | Zjazd       | 1:42,69    | +2,54  | Beat Feuz      |
| DNF     | 8 lutego | 2022 | Pekin       | Supergigant | 1:19,94    | -      | Matthias Mayer |

### Mistrzostwa świata
| Miejsce | Dzień     | Rok  | Miejscowość       | Konkurencja | Czas zawodów | Strata | Zwycięzca          |
| ------- | --------- | ---- | ----------------- | ----------- | ------------ | ------ | ------------------ |
| 7.      | 11 lutego | 2021 | Cortina d’Ampezzo | Supergigant | 1:19,41      | +0,72  | Vincent Kriechmayr |
| 25.     | 14 lutego | 2021 | Cortina d’Ampezzo | Zjazd       | 1:37,79      | +2,43  | Vincent Kriechmayr |

### Mistrzostwa świata juniorów
| Miejsce | Dzień     | Rok  | Miejscowość | Konkurencja     | Czas biegu | Strata | Zwycięzca            |
| ------- | --------- | ---- | ----------- | --------------- | ---------- | ------ | -------------------- |
| DNF1    | 8 marca   | 2015 | Hafjell     | Gigant          | 2:23,37    | -      | Henrik Kristoffersen |
| 35.     | 11 marca  | 2015 | Hafjell     | Kombinacja      | 1:58,25    | +6,03  | Loïc Meillard        |
| 65.     | 11 marca  | 2015 | Hafjell     | Supergigant     | 1:15,87    | +4,75  | Miha Hrobat          |
| 23.     | 13 marca  | 2015 | Hafjell     | Zjazd           | 1:29,62    | +1,89  | Henri Battilani      |
| 15.     | 27 lutego | 2016 | Soczi       | Zjazd           | 1:11,66    | +1,09  | Erik Arvidsson       |
| 1.      | 29 lutego | 2016 | Soczi       | Supergigant     | 1:09,95    | -      | -                    |
| 10.     | 1 marca   | 2016 | Soczi       | Superkombinacja | 1:56,16    | +2,77  | Štefan Hadalin       |
| DNF1    | 3 marca   | 2016 | Soczi       | Gigant          | 2:14,32    | -      | Marco Odermatt       |

### Puchar Świata

#### Miejsca w klasyfikacji generalnej
- sezon 2015/2016: -
- sezon 2016/2017: 137
- sezon 2017/2018: 135.
- sezon 2018/2019: 76.
- sezon 2019/2020: 70.
- sezon 2020/2021: 28.
- sezon 2021/2022: 39.

#### Miejsca na podium
1. Saalbach-Hinterglemm – 7 marca 2021 (supergigant) – 2. miejsce